# Kärkejåkka
De Kärkejåkka is een rivier die stroomt in de Zweedse gemeente Kiruna. De rivier krijgt haar water uit het Kärkelluopal en daarna het Kärkejaure. De rivier stroomt zuidwest- en westwaarts tot ze na 8 kilometer het Pyrttimisjärvi instroomt. Uiteindelijk zal haar water afgevoerd worden naar het Vittangimeer en daarna via Vittangirivier en Torne naar de Botnische Golf.